# Tama (Niger)
Pour les articles homonymes, voir Tama.
Tama est une localité et une commune rurale du Niger, du département de Bouza, région de Tahoua.

## Géographie
Tama est située à 43 km au sud-ouest du chef-lieu départemental Bouza.  
| Allakaye   | Allakaye          |         |
| Allakaye   | Tama              | Bouza   |
| Doguéraoua | Galma Koudawatché | Azarori |

## Histoire
La commune rurale de Tama instaurée en 2002 est issue du sud-ouest canton de Bouza. 

## Population
Lors du recensement général de 2012, la population communale est relevée à 52 661 habitants. La localité compte 6 549 habitants en 2012.

## Services et infrastructures
- Centre de Santé Intégré (CSI) à Tama,
- Collège d'enseignement général (CEG) à Tama,
- Centre de formation des métiers (CFM) à Tama.